# Blepharella snyderi
Blepharella snyderi är en tvåvingeart som först beskrevs av Townsend 1916.  Blepharella snyderi ingår i släktet Blepharella och familjen parasitflugor. Inga underarter finns listade i Catalogue of Life.